# Dictyna yongshun
Dictyna yongshun là một loài nhện trong họ Dictynidae.
Loài này thuộc chi Dictyna. Dictyna yongshun được Chang-Min Yin, Bao & Joo-Pil Kim miêu tả năm 2001.